# Malonsaari
Malonsaari är en ö i Finland. Den ligger i sjön Saimen och i kommunen Imatra i den ekonomiska regionen  Imatra ekonomiska region  och landskapet Södra Karelen, i den södra delen av landet, 240 km nordost om huvudstaden Helsingfors. Öns area är 16,8 hektar och dess största längd är 0,9 kilometer i nord-sydlig riktning.